# 贝原益轩

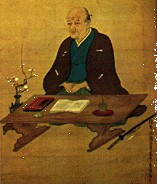
貝原益軒像

贝原益轩（日语：貝原 益軒，1630年12月17日—1714年10月5日）是日本江户时代的儒学家，初学陆王学，后奉朱子学。著有《慎思录》、《大和本草》。
贝原益轩与同为福冈藩的藩士、农学家宫崎安贞关系甚好，两人曾一起研究中國農學、本草學著作。贝原益轩亦曾为后者的《農業全書》作序。